# Pleurostachys stricta
Pleurostachys stricta är en halvgräsart som beskrevs av Carl Sigismund Kunth. Pleurostachys stricta ingår i släktet Pleurostachys och familjen halvgräs. Inga underarter finns listade i Catalogue of Life.